# Alina Biwoł
Alina Aleksandrowna Biwoł (ros. Алина Александровна Би́вол; ur. 19 stycznia 1996) – rosyjska szachistka, arcymistrzyni od 2017 roku.

## Kariera szachowa
W kwietniu 2015 roku zdobyła mistrzostwo Rosji dziewcząt U–21. We wrześniu 2015 zajęła w mistrzostwach świata juniorów. W listopadzie 2021 roku zajęła 40. miejsce w turnieju FIDE Women’s Grand Swiss 2021 roku w Rydze.
Najwyższy ranking w dotychczasowej karierze osiągnęła 1 września 2018 roku, z wynikiem 2403 punktów.